# Alestes baremoze
El  Alestes baremoze es una especie de pez de la  familia Alestidae y del orden  de los characiformes.

## Morfología
- Los machos pueden alcanzar 43 cm de longitud total y las hembras 40.
- Número de  vértebras: 41-49.[2][3]

## Subespecies
- Alest baremoze soudaniensis
- Alest baremoze eburneensis
- Alest baremoze baremoze [2]

## Hábitat
Es un pez de agua dulce y de clima tropical.

## Distribución geográfica
Se encuentran en África: ríos  Senegal,  Níger, Volta,  Nilo, las  cuencas costeras fluviales de  Costa de Marfil (incluyendo los ríos Comoé, Bandama y Sassandra), cuenca del lago Chad y lagos  Alberto y  Turkana.